# Panlatinismo
El panlatinismo es una ideología que promueve la unificación de los pueblos de lengua romance.

## Historia
El panlatinismo surgió por obra del francés Michel Chevalier, quien contrastó a los pueblos "latinos" con los pueblos "anglosajones" de América. Influenciado por el filósofo francés  Félicité Robert de Lamennais, el colombiano José María Torres Caicedo usó por primera vez dicho término.
En Europa, el escritor francés Stendhal habló del latinismo como una idea imperial donde la Europa latina debería gobernar sobre sus vecinos no latinos. Posteriormente, fue adoptado por Napoleón III quien declaró su apoyo a la unidad cultural de los pueblos latinos, presentando a Francia como líder moderno de los mismos. El sociólogo francés René Maunier escribió que el poeta italiano medieval, Dante Alighieri, jugó con la idea de la dominación europea por los latinos en su tratado De Monarchia.